# Ruda (Staszów)
Pour les articles homonymes, voir Ruda.
Ruda est une localité polonaise de la gmina de Rytwiany, située dans le powiat de Staszów en voïvodie de Sainte-Croix.